# REGZA Tablet

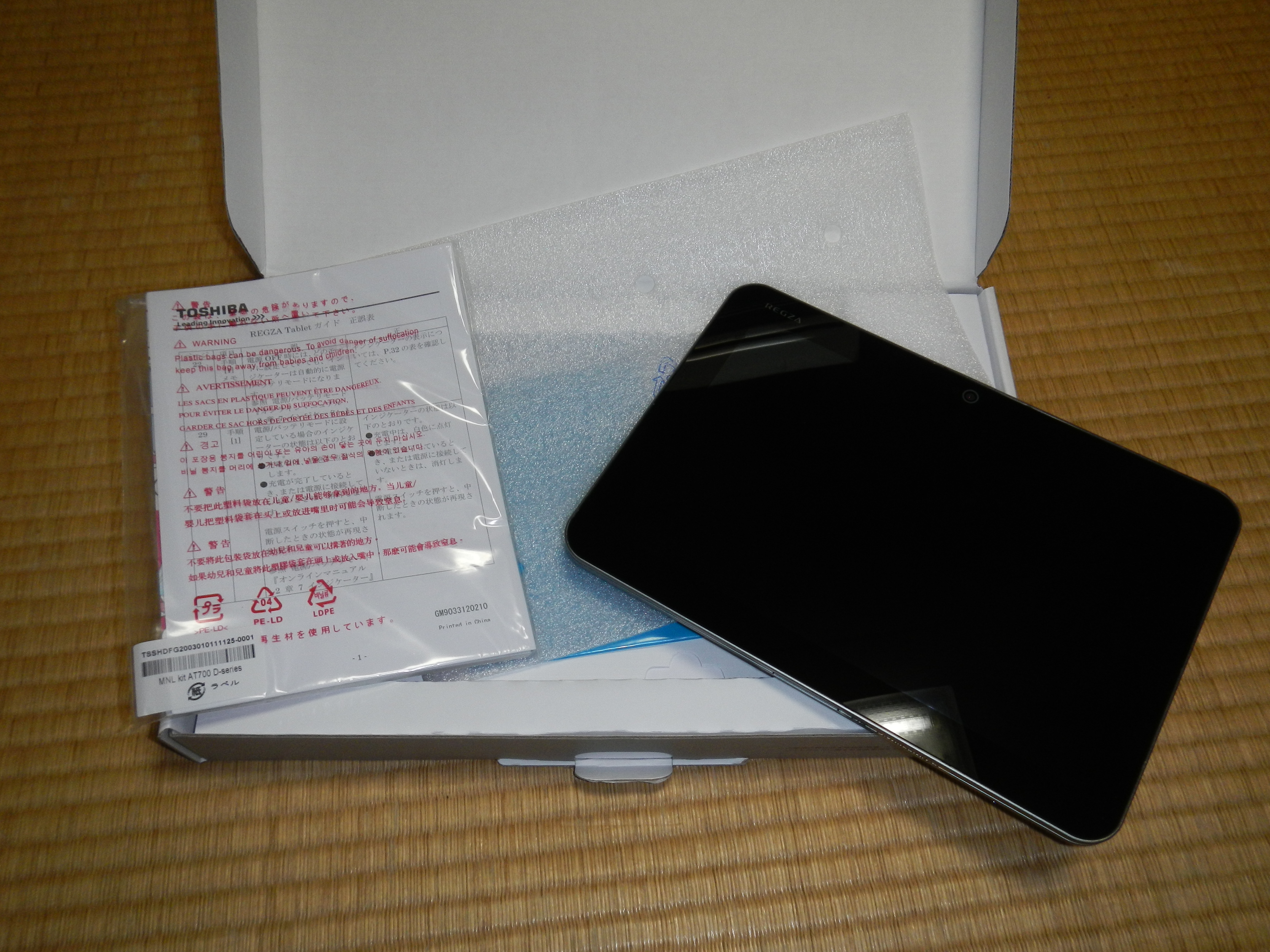
AT700
2012年6月現在10.1型タブレットとして「世界最薄 最軽量」（7.7mm・535g）と称している

REGZA Tablet（レグザタブレット）は、東芝が開発しているAndroidタブレット端末。

## 概要
REGZAやdynabookのノウハウや技術を融合させたAndroid搭載ストレート型タブレット端末。「レグザAppsコネクト」が最初から標準搭載されているため、レグザやレグザブルーレイの無線リモコンとして操作できるほか、豊富なインターフェイスを利用してレグザの大画面で視聴できたり、ノートPCのコンテンツを本機に移して楽しむことができる。

## 機種一覧

### 7インチ
- AT3S0/35D - 7型ワイドタッチパネル液晶を搭載した片手で携帯できるコンパクトタイプ。CPUにNVIDIA Tegra 2を搭載している（2011年10月下旬発売）。
- AT570/36F、AT570/46F - タブレットとしては日本国内初となる有機ELディスプレイを搭載したモデル。プラットフォームにAndroid 4.0を、CPUにNVIDIA Tegra 3を搭載しており、性能面を強化。2機種の違いはフラッシュメモリの容量で、AT570/36Fは32GB、AT570/46Fは64GBを搭載する（2012年5月26日発売）。

### 10インチ
- AT300
  - AT300/23C - プラットフォームにAndroid 3.0を、CPUにはNVIDIA Tegra 2を搭載。ディスプレイはタッチパネル式10.1型ワイドTFTカラーLED液晶を採用。また、背面にはグリップ感に優れたラバーを採用しており、手に持った時でも滑りにくい。Webカメラは前面側（約200万画素）・背面側（約500万画素）両方に搭載されている。なお、AT300/24Cの発売に伴い、特定の企業顧客向けへの台数限定販売に変更となった。2011年6月27日発売。
  - AT300/24C - AT300/23Cをベースに、プラットフォームを「Android 3.1」（その後3.2.1にアップデート）にバージョンアップした機種。そのほかのスペックはAT300/23Cと同じ[2]。2011年7月下旬発売。
- AT500 (スタンダードモデル)
  - AT500/36F、AT500/46F - 2012年5月26日発売。AT700のCPUをNVIDIA Tegra 3 (1.3GHz 4コア)に変更し、バッテリー駆動時間を7時間から10時間へと長くしたモデル。若干重量と大きさがAT700/46Fよりも大きい。OS は Android 4.0。AT570同様にフラッシュメモリの容量が異なる2機種が用意されており、AT500/36Fは32GB、AT500/46Fは64GBを搭載する。
  - AT500/26F - 2012年6月22日発売。AT500/36F、AT500/46Fと同一のモデルだが、フラッシュメモリー容量は16GB。au（KDDI・沖縄セルラー電話）を通して発売される。
  - AT501/37H - 2013年2月15日発売。AT500/36Fの後継機種で、シリーズ初となるAndroid 4.1初期搭載モデルである。CPUはAT500/x6F系と同じくNVIDIA Tegra3（1.3GHz 4コア）で内蔵メモリは32GBとなっている。
  - AT503/38J - 2013年6月21日発売。OS は Android 4.2。CPU は NVIDIA Tegra 3 (1.3GHz)。
- AT700 (ハイエンドモデル)
  - AT700/35D - 2011年12月10日発売。OSは Android 3.2 (その後4.0にアップデート)。CPUはデュアルコアの「Texas Instruments OMAP 4430」(1.2GHz)。「dynabook」の高密度実装技術や薄型筺体堅牢化技術を活用したことで、10.1型液晶搭載タブレットにおいて世界最薄・最軽量となる厚さ7.7mm・重量約558gを実現した。
  - AT700/46F - 2012年5月18日発売。AT700/35Dの後継の10.1型液晶モデル。OS は Android 4.0。CPUはTexas Instruments OMAP 4460 (1.2GHz 2コア)。
  - AT703/58J - 2013年6月21日発売。OS は Android 4.2。CPU は NVIDIA Tegra 4 (1.8GHz)。

### 13インチ
- AT830/T6F - タブレットとしては業界初となる地上デジタルチューナー搭載モデル。ディスプレイもシリーズ最大クラスとなる13.3型、1600×900ドットの高解像度仕様とした（2012年5月18日発売）。

## 東芝サービスステーション終了
REGZA Tabletのアップデートで利用していた東芝サービスステーションは、サーバーのシステム変更のため2020年1月1日から利用できなくなった。